# العراق والأمم المتحدة
كان العراق أحد الأعضاء المؤسسين للأمم المتحدة منذ 21 ديسمبر 1945 كمملكة العراق. حيث وقع على إعلان الأمم المتحدة في عام 1943. كعضو في الأمم المتحدة، شغل العراق مقعدًا غير دائم في مجلس الأمن الدولي بين 1957-1958 و1974-1975. عملت الأمم المتحدة في العراق في فترة داعش أيضا من أجل دعم النازحين في العراق في المخيمات.

## روابط خارجية
- موقع البعثة الدائمة لجمهورية العراق لدى الأمم المتحدة
- موقع وزارة خارجية جمهورية العراق